# فرانسیسکو خاویر کروس
فرانسیسکو خاویر کروس (اسپانیایی: Francisco Javier Cruz‎؛ زادهٔ ۲۴ مهٔ ۱۹۶۶) بازیکن فوتبال اهل مکزیک بود.
از باشگاه‌هایی که در آن بازی کرده‌است می‌توان به باشگاه فوتبال تیگرس اونال و باشگاه فوتبال مونتری اشاره کرد.
وی همچنین در تیم ملی فوتبال مکزیک بازی کرده‌است.